# Planta 8
Planta 8 és una associació no oficialitzada de la Facultat de Física de la Universitat de Barcelona que publica "La revista satírica burlesca i NO oficial de la facultat de Física". Al llarg de més de 60 números en més de 45 anys, es poden trobar col·laboracions de professorat i alumnat representatives de l'evolució de la Facultat de Física.

## Orígens
Planta 8 publica la seva primera revista l'any 1977 amb la voluntat de ser un organisme de participació de tota la Facultat. En l'editorial d'aquesta primera edició daten en l'abril de 1975 la creació del que més tard seria Planta 8. En un inici, la revista no es deia Planta 8 sinó "Revista de físiques" i es dedicava a fer difusió d'articles que eren enviats a la comissió d'Activitats Físiques (C.A.F.) a través d'una bústia situada davant del que era la biblioteca de la facultat. Els primers articles que s'hi troben als primers números hi ha molta crítica a la repressió que es va exercir durant el periode de la Transició envers els estudiants universitaris per part de les forces de seguretat. També s'hi troben escrits per promocionar altres activitats o interessos com, per exemple, la música.

## Transcurs fins a l'actualitat
Si avancem fins al desembre del 1979 veiem un salt qualitatiu en el format de la revista. Es tracta del número 8 de la revista i és on passa a tenir nom propi: Planta 8. Aquest nom té un significat en clau d'humor referent a la inexistent vuitena planta de la facultat de Física ja que només té set plantes. Al dipòsit digital de la UB es poden trobar la majoria de les publicacions que ha fet Planta 8 durant aquests anys i en ells es pot veure com ha anat evolucionant la revista amb activitat anual fins al 2013.
Els primers números comptaven amb una editorial, articles d'opinió, satírics i científics, còmics, enquestes i reportatges. Amb el pas dels anys van apareixent seccions com 8 news, l'entrevista, el pòster o els passatemps. Finalment, la revista va quedar sense redactors i aturada a partir de l'any 2015 ja que l'anunci publicat en el número 55 no va sorgir efecte.

## Actualitat
La revista actualment es publica anualment des del 2018, quan un grup d'estudiants va decidir reviure Planta 8.
El format de la revista número 60 consta de:
- portada amb el número de l'edició
- presentacions anònimes dels redactors
- secció 8 news: 8 notícies curtes inventades
- escrit seriós a la pàgina 8
- paridari que recull totes les parides que diuen els professors al llarg del curs
- recull de frases que s'han escoltat als passadissos
- pòster
- entrevista
- informe amb format seriós i de contingut satíric
- secció de passatemps
- taulell d'anuncis
- molts articles que intenten fer gràcia

També organitzen activitats i reptes durant el curs a l'Atri Solar, el pati de la Facultat de Física, com l'operador alf que consisteix en una setmana de reptes organitzats com ara fer rodolar una moneda fins una paret a una distància considerable, enganxar objectes a fotos que hi ha penjades a l'atri o trobar pollets de la mona de pasqua per la facultat. A més, també s'han venut jocs personalitzats a la facultat de Física com la fisoca versionant el joc de l'oca.